# Чичканка (присілок)
Чичканка (рос. Чичканка) — присілок у Усть-Тарцькому районі Новосибірської області Російської Федерації.
Входить до складу муніципального утворення Угуйська сільрада. Населення становить 80 осіб (2010).

## Історія
Згідно із законом від 2 червня 2004 року органом місцевого самоврядування є Угуйська сільрада.

## Населення
| 2002 | 2007 | 2010 |
| ---- | ---- | ---- |
| 121  | ↘85  | ↘80  |